# Malais du Brunei
Le malais du Brunei est une langue austronésienne parlée au Brunei et en Malaisie, dans l'État de Sabah. La langue appartient à la branche malayo-polynésienne des langues austronésiennes.

## Classification
Le malais du Brunei est la forme locale de malais parlé au Brunei. C'est une des langues malaïques, un groupe des langues malayo-polynésiennes occidentales.

## Phonologie
Les tableaux présentent la phonologie du malais parlé au Brunei.

### Voyelles
|         | Antérieure | Centrale | Postérieure |
| ------- | ---------- | -------- | ----------- |
| Fermée  | i [i]      |          | u [u]       |
| Ouverte |            | a [a]    |             |

### Diphtongues
Les diphtongues du malais du Brunei sont /ay/ , /aw/ et /uy/. Elles sont plus fréquentes qu'en malais de Malaisie car elles correspondent, à la fin des mots, à des séquences /-Vr/ du malais.

### Consonnes
|              |              | Bilabiales | Alvéolaires | Dorsales | Dorsales | Glottales |
| ------------ | ------------ | ---------- | ----------- | -------- | -------- | --------- |
| Palatales    | Vélaires     | Bilabiales | Alvéolaires |          |          | Glottales |
| Occlusives   | Sourde       | p [p]      | t [t]       |          | k [k]    |           |
| Occlusives   | Sonore       | b [b]      | d [d]       |          | g [g]    |           |
| Fricative    | Fricative    |            | s [s]       |          |          | h [h]     |
| Affriquée    | Sourde       |            |             | c [t͡ʃ]   |          |           |
| Affriquée    | Sonore       |            |             | j [d͡ʒ]   |          |           |
| Nasale       | Nasale       | m [m]      | n [n]       | ny [ɲ]   | ng [ŋ]   |           |
| liquide      | liquide      |            | l [l]       |          |          |           |
| roulée       | roulée       |            | r [r]       |          |          |           |
| Semi-voyelle | Semi-voyelle | w [w]      |             | y [j]    |          |           |

## Vocabulaire
Exemples du vocabulaire de base du malais du Brunei, comparés avec la malais de Malaisie:
| français    | malais du Brunei | malais de Malaisie |
| ----------- | ---------------- | ------------------ |
| buffle      | karabaw          | kərbaw             |
| par exemple | misalannya       | misalnya           |
| jour        | ayi              | hari               |
| pluie       | ujan             | hujan              |
| guerre      | parang           | pərang             |
| payer       | baray            | bayar              |

## Sources
- (en) Poedjosoedarmo, Soepomo, The Geminate Consonants in Brunei Malay, Language and Oral Traditions in Borneo. Selected Papers from the First Extraordinary Conference of The Borneo Reasearch Council, Kuching, Sarawak, Malaysia, August 4-9, 1990, pp. 187-217, Williamsburg, Borneo Research Council, 1990,  (ISBN 0962956864).